# Triptan
Triptany jsou skupinou léků na bázi tryptaminů, které se používají jako abortivní léky při léčbě migrény a clusterových bolestí hlavy. Tato skupina léků byla poprvé komerčně uvedena na trh v 90. letech 20. století. I když jsou účinné při léčbě jednotlivých bolestí hlavy, neposkytují preventivní léčbu a nepovažují se za lék. Nejsou účinné při léčbě tenzního typu bolesti hlavy, s výjimkou osob, u kterých se vyskytují také migrény. Triptany nezmírňují jiné druhy bolesti.
Léky této třídy působí jako agonisté serotoninových receptorů 5-HT1B a 5-HT1D na cévách a nervových zakončeních v mozku. Prvním klinicky dostupným triptanem byl sumatriptan, který je na trhu od roku 1991. Triptany z velké části nahradily ergotaminy, starší skupinu léků užívaných ke zmírnění migrény a clusterových bolestí hlavy.